# Ramol
Ramol é uma cidade e um município no distrito de Ahmadabad, no estado indiano de Gujarat.

## Demografia
Segundo o censo de 2001, Ramol tinha uma população de 27 539 habitantes. Os indivíduos do sexo masculino constituem 55% da população e os do sexo feminino 45%. Ramol tem uma taxa de literacia de 65%, superior à média nacional de 59,5%: a literacia no sexo masculino é de 71% e no sexo feminino é de 57%. Em Ramol, 15% da população está abaixo dos 6 anos de idade.